# Teala Loring
Teala Loring, geboren als Marcia Eloise Griffin, (Denver, 6 oktober 1922 - Spring (Texas), 28 januari 2007) was een Amerikaanse actrice.

## Levensloop en carrière
Loring werd geboren in 1922 als een van de vijf kinderen van Frank H. en Margaret Griffin. Ook haar zussen Debra Paget (1933) en Lisa Gaye (1935) werden actrice. Loring begon haar acteercarrière in 1942. Ze had een kleine rol in Holiday Inn met Bing Crosby en Fred Astaire. In 1947 speelde ze een hoofdrol in Fall Guy naast Leo Penn. In 1950 stopte ze met acteren.
Loring was gehuwd met Eugene Pickler en had 6 kinderen. Ze overleed in 2007 aan de gevolgen van een auto-ongeval.
- Gemeinsame Normdatei: 1287707378
- International Standard Name Identifier: 0000 0004 9735 5851
- Library of Congress Control Number: no2016080374
- Virtual International Authority File: 32146937732613830322
- WorldCat: E39PBJxCC3MDQRqD6BHcCBqG73